# Éric Alliez

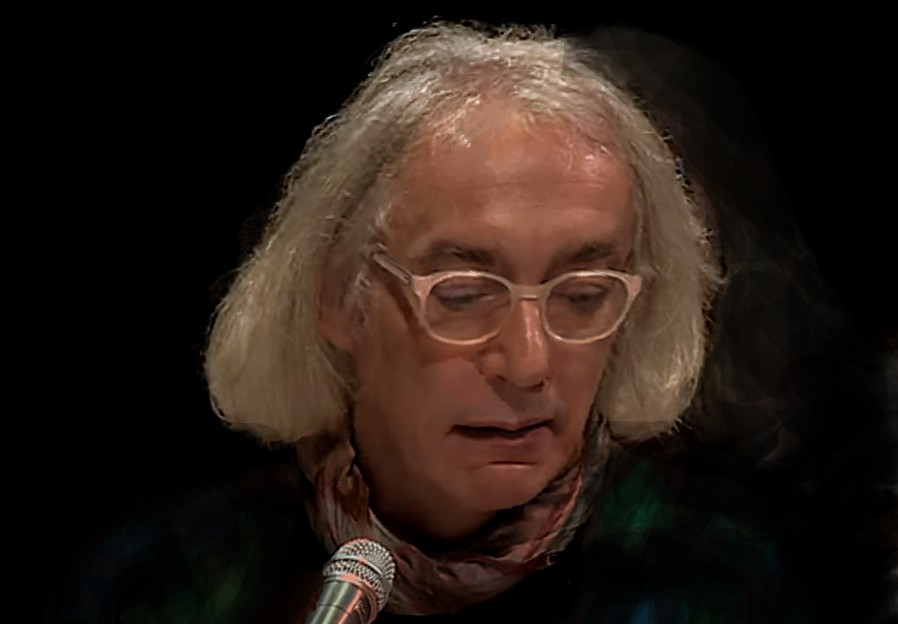

Éric Alliez (1957) è un filosofo francese, Senior Research Fellow presso l'Università del Middlesex (Londra). È il coordinatore della riedizione delle opere di Gabriel Tarde presso l'editore Les Empêcheurs de penser en rond.

## Opere
- Les Temps capitaux, tomo 1, Récits de la conquête du temps, Cerf, 1991 (prefazione di  Gilles Deleuze)
- Les Temps capitaux, tomo 2, La Capitale du temps, volume 1, l'État des choses, Cerf, 1999
- La Signature du monde, ou Qu'est-ce que la philosophie de Deleuze et Guattari, Cerf, 1993
- De l'impossibilité de la phénoménologie. Sur la philosophie française contemporaine, Vrin, 1995
- Gilles Deleuze. Une vie philosophique (direction scientifique), Les Empêcheurs de penser en rond, 1998
- La pensée-Matisse, Le Passage, 2005 (con Jean-Claude Bonne)

| Controllo di autorità | VIAF (EN) 103651774 · ISNI (EN) 0000 0001 1080 1790 · SBN PUVV166611 · LCCN (EN) nr90002523 · GND (DE) 140364919 · BNF (FR) cb12198397f (data) · J9U (EN, HE) 987007292089705171 · NDL (EN, JA) 00746041 · CONOR.SI (SL) 59048291 |